# Desag, Harghita
Desag (maghiară Desághátja) este un sat în comuna Zetea din județul Harghita, Transilvania, România.
 Acest articol despre o localitate din județul Harghita este deocamdată un ciot. Puteți ajuta Wikipedia prin completarea lui.